# 新華匯富金融
新華匯富金融控股有限公司，簡稱新華匯富金融控股，以及新華匯富金融（英語：Sunwah Kingsway Capital Holdings Limited，港交所：0188），在1990年由蔡冠深（主席）家族創立，前身為「匯富金融集團有限公司」。現時由蔡冠明為總裁。
也是加拿大交易所上市公司的，新華國際有限公司旗下，現時業務是在香港經營投資業務、企業融資及證券資本市場、經紀業務及資產管理等，而股份則在2000年9月15日於香港交易所主板上市。
總部位於香港金鐘道89號力寶中心一座七樓。

## 外部連結
- SunwahKingsway.com （页面存档备份，存于）